# Кымгван Кая
Кымгван Кая (금관가야; 金官伽倻) (43–532 гг.), также известный как Бон-Кая (본가야, 本伽倻, «настоящая Кая») или Караккук (가락국, «государство Карак»), был правящим городом-государством конфедерации Кая во время Периода Троецарствия в Корее. Считается, что он располагался около современного города Кимхэ, провинция Южный Кёнсан, недалеко от устья реки Нактонган . Из-за своего географического положения это королевство играло доминирующую роль в региональных делах с периода Пёнхан и до конца конфедерации Кая.

## Расцвет королевства
Конфедерация Кая (42–532 гг. Н. Э.), Основанная королем Суро, произошла от племени Пёнхан (также называемого Бёнхан, Пён и Пёнджин) и насчитывала 12 государств. Пёнхан был одним из трех самханов, двое других были Чинхан и Махан.    Согласно Самгук юса, Кымгван Кая состоял из 9 деревень, объединенных королем Суро  . Считается, что его жена и королева Хо Хванок, на которой он женился в 48 году нашей эры, была из королевства Аюта.  Как конфедерация городов-государств, Кая достигла процветания благодаря морской торговле с Японией и другими государствами, а также наземной торговле с Китаем на севере.  Тэкая был важным городом-государством и морским портом в составе Конфедерации Кая. Вероятно, он был первым местом, в которое королева Хо впервые прибыла в Корею из своего королевства.
В этот ранний период истории Кая прибыло несколько волн миграции с севера, в том числе из ранее существовавших государств Кочосон, Пуё и Когурё, которые интегрировались в уклад местного населения и стимулировали культурное и политическое развитие. Резкая перемена в стилях захоронения обнаружена в археологических памятниках, датируемых концом 3 века нашей эры, когда эти миграции должны были происходить. Формы погребения, связанные с кочевым народом Северной Азии, такие как захоронение лошадей с умершими, внезапно вытесняют более ранние формы в гробницах элиты. Кроме того, существуют свидетельства того, что более ранние захоронения систематически уничтожались. В начале 1990-х годов в Тэсон-доне, Кимхэ, был обнаружен комплекс королевских гробниц, приписываемый Кымгван Кая, но, по-видимому, использовавшийся со времен Пёнхан. 
Согласно Записям о трех королевствах (Сань-го чжи), предполагается, что четыре страны Синунсин (臣雲遣支報) ,  Ара (安邪踧支濆), Синбунваль (臣離兒不例)  и Кымгван (拘邪秦支廉) имели превосходящее положение на южном полуострове примерно в 3 веке.

## Религия
Спустя столетия после того, как буддизм зародился в Индии, буддизм Махаяны прибыл в Китай, благодаря распространению буддизма на Великом шелковом пути в 1 веке н.э. через Тибет, а затем и на Корейский полуостров в 3 веке н.э. в период Троецарствия, откуда буддизм был передан в Японию . В Корее буддизм был принят в качестве государственной религии тремя составляющими государствами периода Троецарствия: сначала правящим племенем Когурё Кымгван Кая в 372 г. н.э., затем Силла в 528 г. н.э. и, наконец, Пэкче в 552 г. н.э. 

## Список королей
В хронологическом порядке: 
- эпохи Кымгван Кая (букв. Конфедерация Кая) или Бон Кая (букв. истинная Кая)

1. Король Суро
2. Король Кодын
3. Король Мапхум
4. Король Коджиль
5. Король Исипхум
6. Король Чваджи
7. Король Чхвихый
8. Король Чильджи
9. Король Кёмджи
10. Король Кухён

## Упадок
Кымгван Кая пришел в упадок из-за войн с Японией и северными племенами. Различные входящие в его состав города-государства один за другим перешли к Силле.  После того, как Кымгван Кая капитулировал перед Силла в 532 г. н.э., его королевский дом был принят в состав силланской аристократии   (возможно, потому, что к тому времени главный дом Силла из клана Кёнджу Ким был связан с королевской семьей Кая, которая была кланом Кимхэ Ким) и получил ранг «истинной кости», второй по величине уровень в системе Кольпхум Силла. Генерал Ким Юсин из Силла (также из клана Кимхэ Ким) был потомком последнего короля Кая.

## Галерея

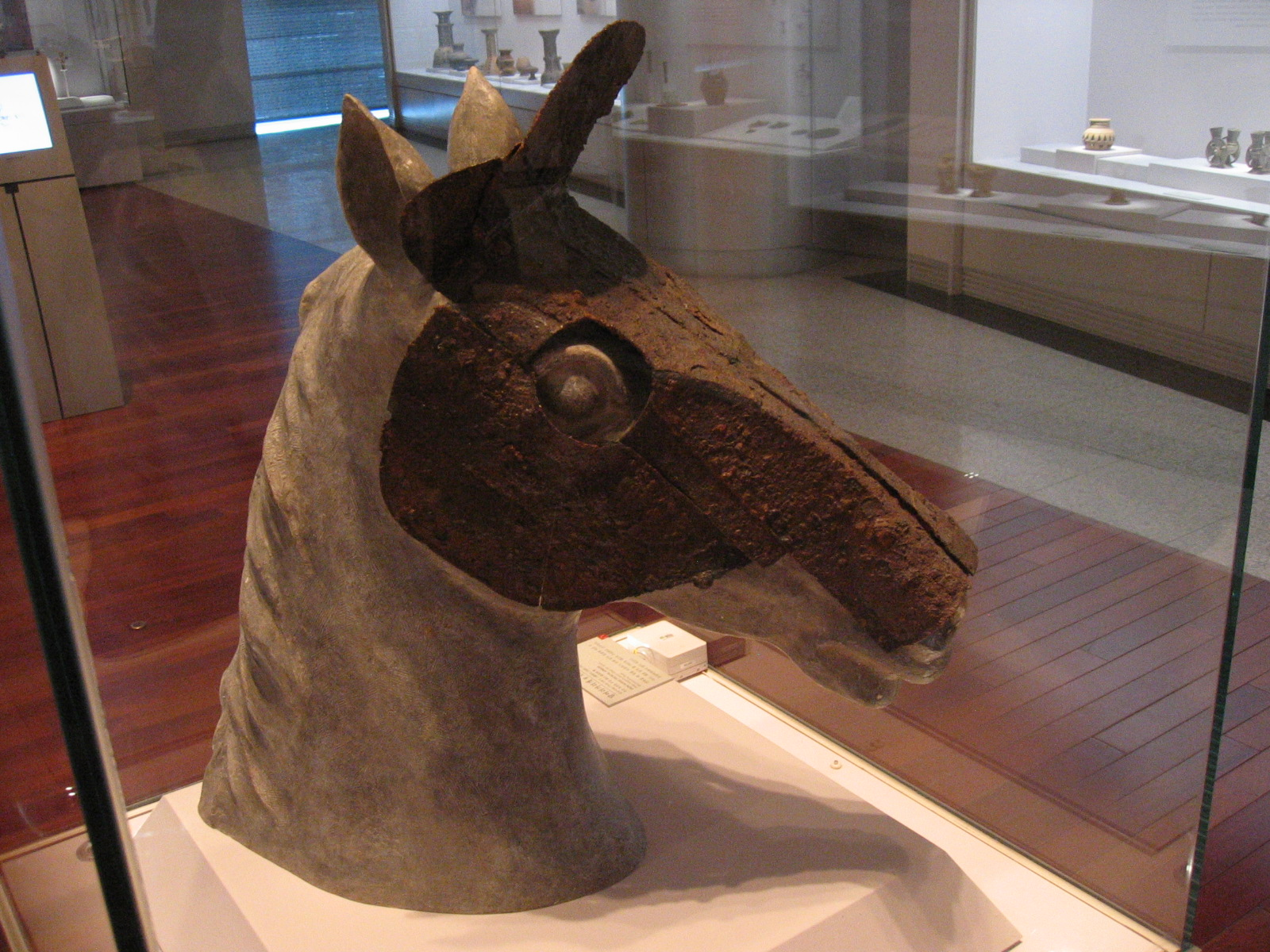
Конские доспехи Кая
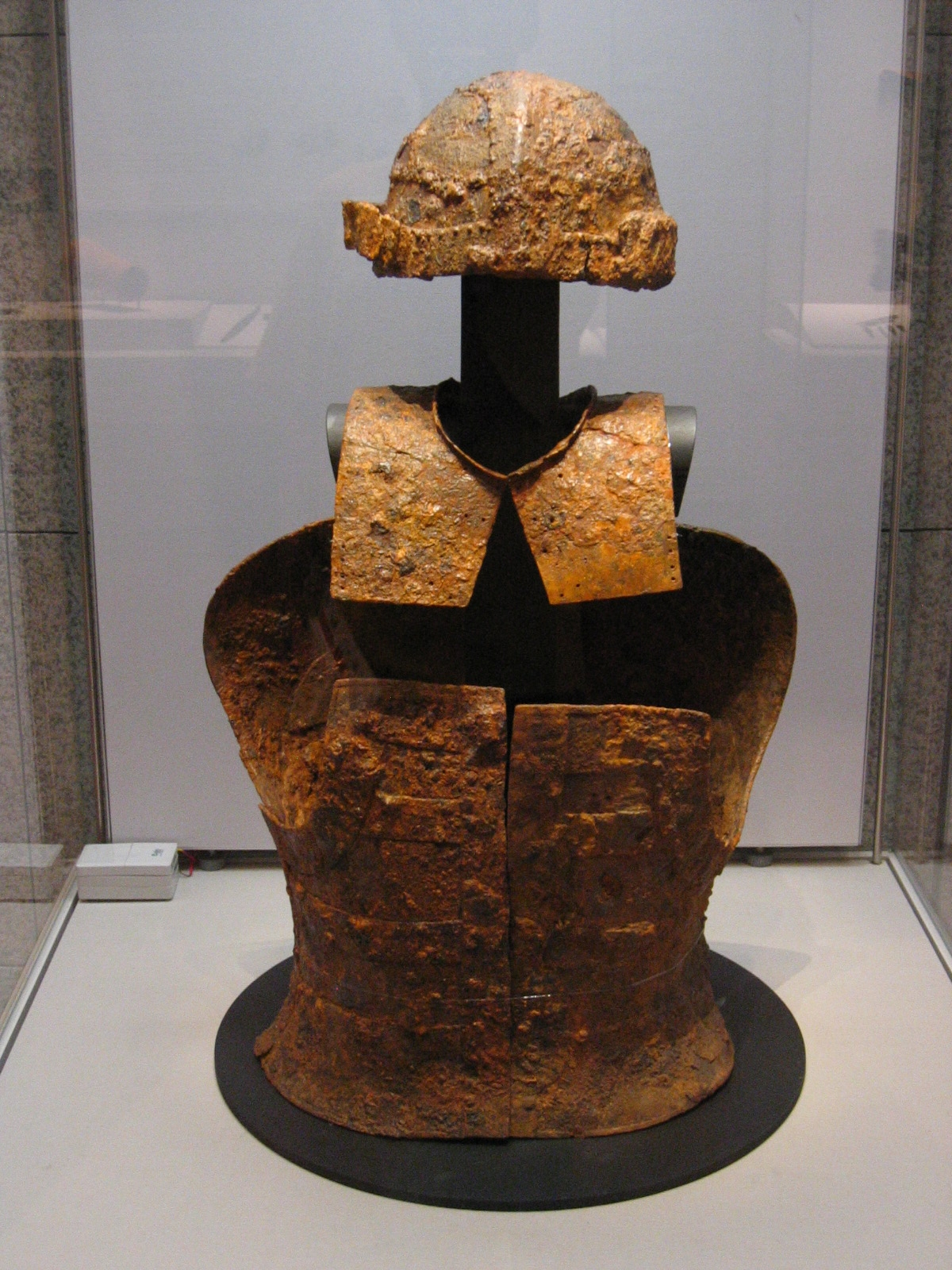
Броня Кая
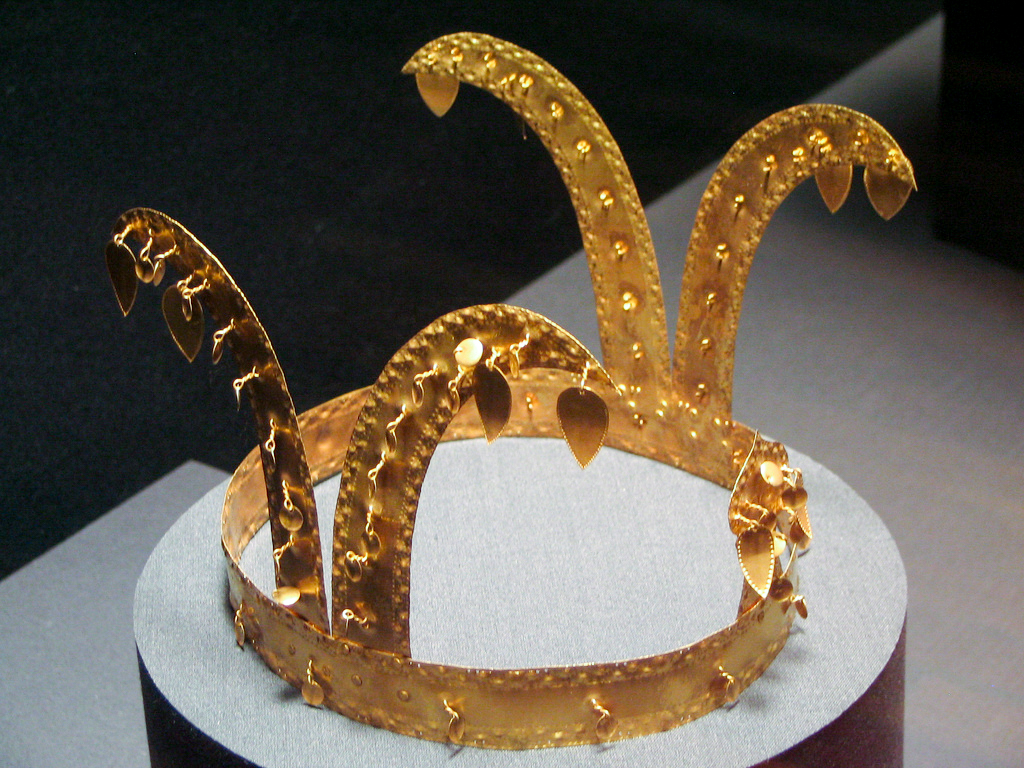
Корона Кая
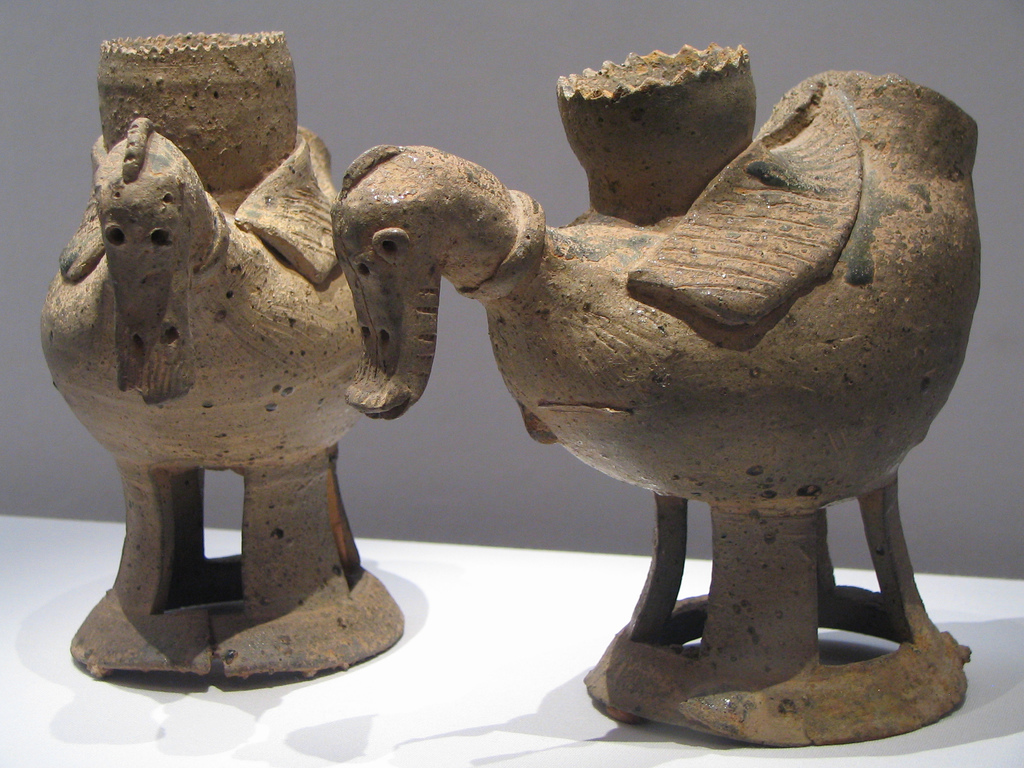
Керамика Кая
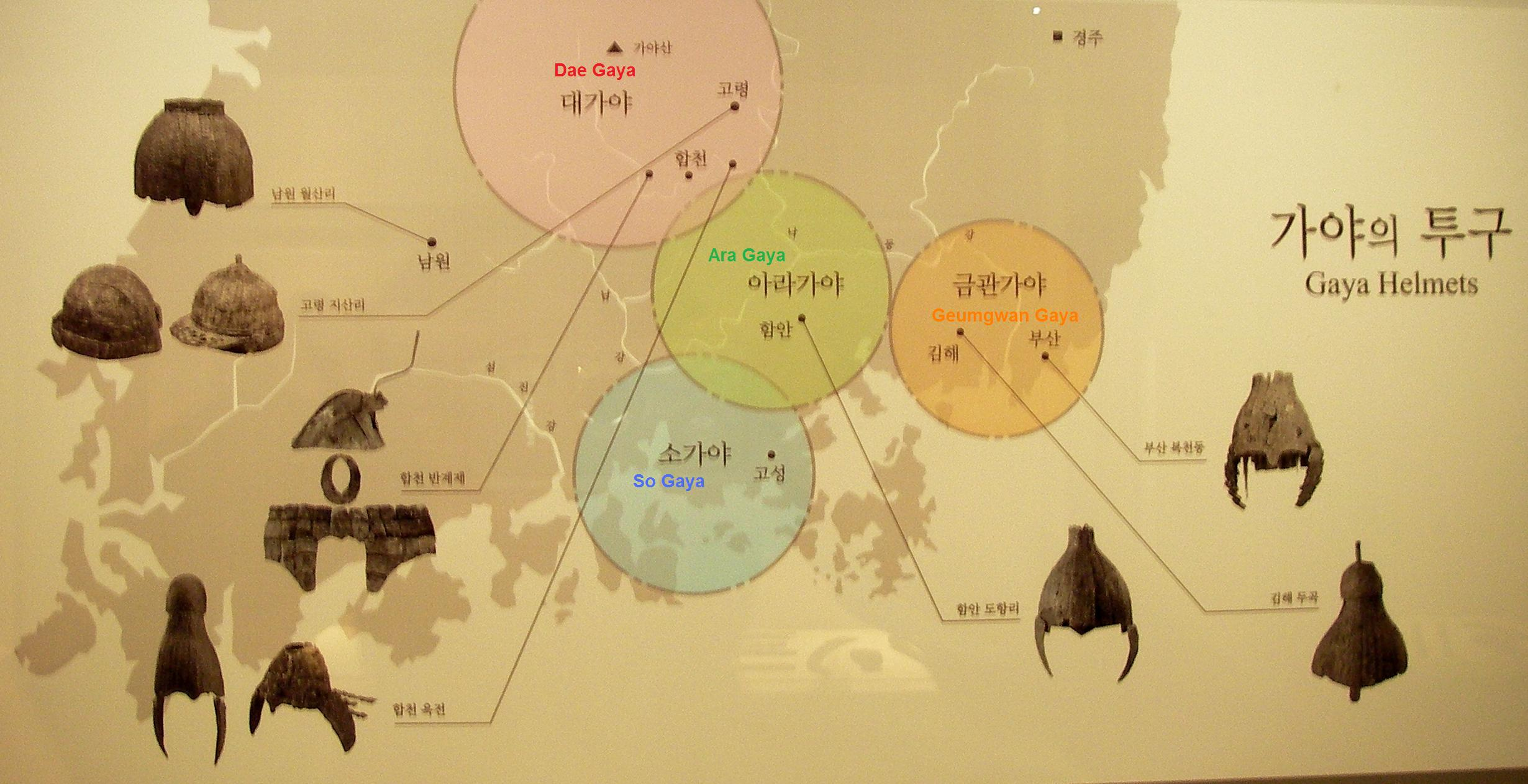
Шлемы из различных государств Конфедерации Кая
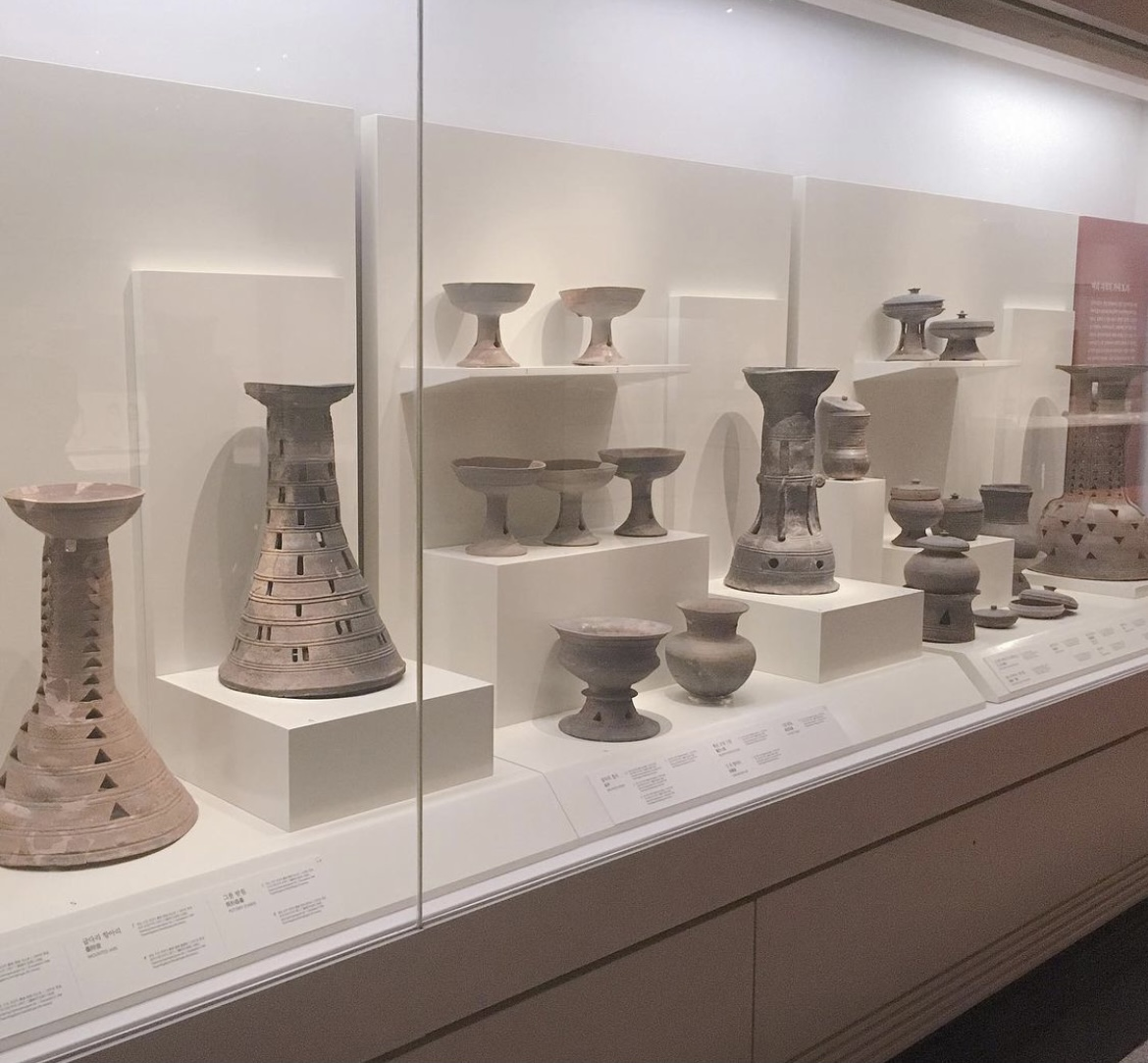
Керамика (тоги; 토기) Кая

## Рекомендации
1. 1 2 3 4 5  Lee Injae, Owen Miller, Park Jinhoon, Yi Hyun-Hae, 2014, Korean History in Maps, Cambridge University Press, pp. 44-49, 52-60.
2. ↑  Huiyi, Yi. New history of Korea / Yi Huiyi, Park Songsu, Yun Naehyon. — Seoul : Jimundang, 2005. — P. 136. — ISBN 8988095855.
3. ↑  Ebrey, Patricia. Pre-Modern East Asia: A Cultural, Social, and Political History, Volume I: To 1800 / Patricia Ebrey, Anne Walthall. — Cengage Learning, 2013-01-01. — P. 101. — ISBN 978-1133606512.
4. ↑  "The Relations Between Korea and India: Korean-Indian Relations in Ancient History." http://www.korea.net/news/issue/attach/PDF%20Format_india_2.pdf Архивировано {{{2}}}., page 3 of 9.
5. ↑  Cheol, S.K. (2000). Relations between Kaya and Wa in the third to fourth centuries AD. Journal of East Asian Archeology 2(3-4), 112-122.
6. ↑  臣雲新國 also 忱彌多禮, 新彌國 present-day in South Jeolla Province
7. ↑  臣濆活國 presumed present-day Gapyeong County
8. ↑  Barnes, Gina L. (2001). Introducing Kaya History and Archaeology. In State Formation in Korea: Historical and Archaeological Perspectives, pp. 179–200. Curzon, London.
9. ↑  (2001). Kaya. In The Penguin Archaeology Guide, edited by Paul Bahn, pp. 228–229. Penguin, London.

- Чоль, С.К. (2000). Отношения Кайя и Ва в третьем-четвертом веках нашей эры. Журнал восточноазиатской археологии 2 (3-4), 112-122.
- Иль, ён. Хроники Карак-гукги, Самгук юса

Шаблон:Yamatai